# Rik Rienks

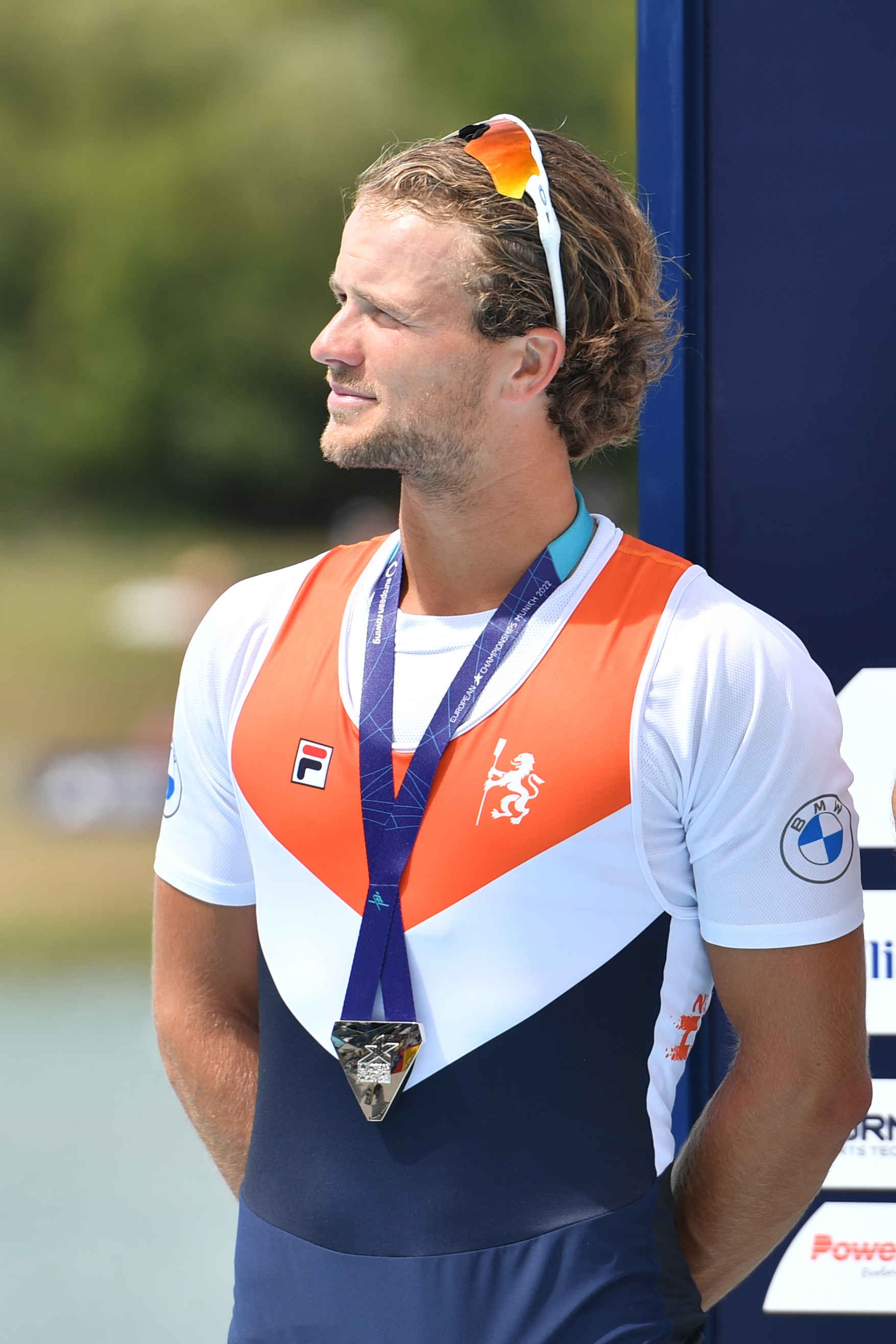
Rik Rienks mit der Europameisterschafts-Silbermedaille 2022

Rik Rienks (* 17. März 1995) ist ein niederländischer Ruderer, der 2022 Weltmeisterschaftsdritter und Europameisterschaftszweiter mit dem Vierer ohne Steuermann war.

## Sportliche Karriere
Rik Rienks nahm 2013 an den Junioren-Weltmeisterschaften teil und belegte den achten Platz im Achter. 2017 debütierte Rienks im Ruder-Weltcup. Bei den U23-Weltmeisterschaften 2017 erreichte er mit dem niederländischen Vierer ohne Steuermann den vierten Platz.
2021 kehrte Rienks in den Weltcup zurück. Bei den Europameisterschaften 2022 in München gewann er mit dem Vierer in der Besetzung Ralf Rienks, Ruben Knab, Sander de Graaf und Rik Rienks die Silbermedaille hinter den Briten und vor den Rumänen. Einen Monat später siegten die Briten bei den Weltmeisterschaften in Račice u Štětí vor den Australiern und den Niederländern. 2023 bei den Europameisterschaften in Bled waren alle aus dem Vorjahres-Vierer im Achter dabei und gewannen die Bronzemedaille hinter den Briten und den Rumänen. Bei den Weltmeisterschaften in Belgrad ruderten Nicolas van Sprang, Ruben Knab, Ralf Rienks und Rik Rienks auf den vierten Platz und erreichten damit die direkte Olympiaqualifikation. Rik Rienks war allerdings 2024 der einzig Verbliebene im Vierer. Guus Mollee, Nelson Ritsema, Eli Brouwer und Rik Rienks erreichten bei den Olympischen Spielen in Paris nur das B-Finale und wurden Siebte in der Gesamtwertung.
Rik und Ralf Rienks sind die Söhne der olympischen Medaillengewinner Nico Rienks und Harriet van Ettekoven.